# گات پریک
جایزهٔ بین‌المللی طنز گات پریک (کاتالونیایی: Premi internacional d'Humor Gat Perich) یک جایزهٔ بین‌المللی طنز است که به کاریکاتوریست‌ها و طنزپردازان اهدا می‌شود و برای یادبود کاریکاتوریست اسپانیایی «ژائومه پریک» (۱۹۳۵–۱۹۹۵) ایجاد شد.
این جایزه از سال ۱۹۹۵ میلادی اعطا می‌شود. جایزهٔ آن تندیسی نقره‌ای از گربه‌هایی است که یک قلم در دست دارند و معمولاً توسط ژائومه پریک طراحی می‌شد.
این جایزهٔ شامل یک «جایزهٔ افتخاری طنز» هم هست که به طنزپردازان و کاریکاتوریست‌های کهنه‌کار و پیشکسوت اهدا می‌شود.

## برخی از برندگان گات پریک
- ۲۰۰۸ - مرجان ساتراپی[۱]
- ۲۰۰۰ - فورخس[۲]
- ۱۹۹۸ -  ژرژ ولنسکی[۳]